# 炯島
1°12′54″N 103°47′12″E / 1.21500°N 103.78667°E

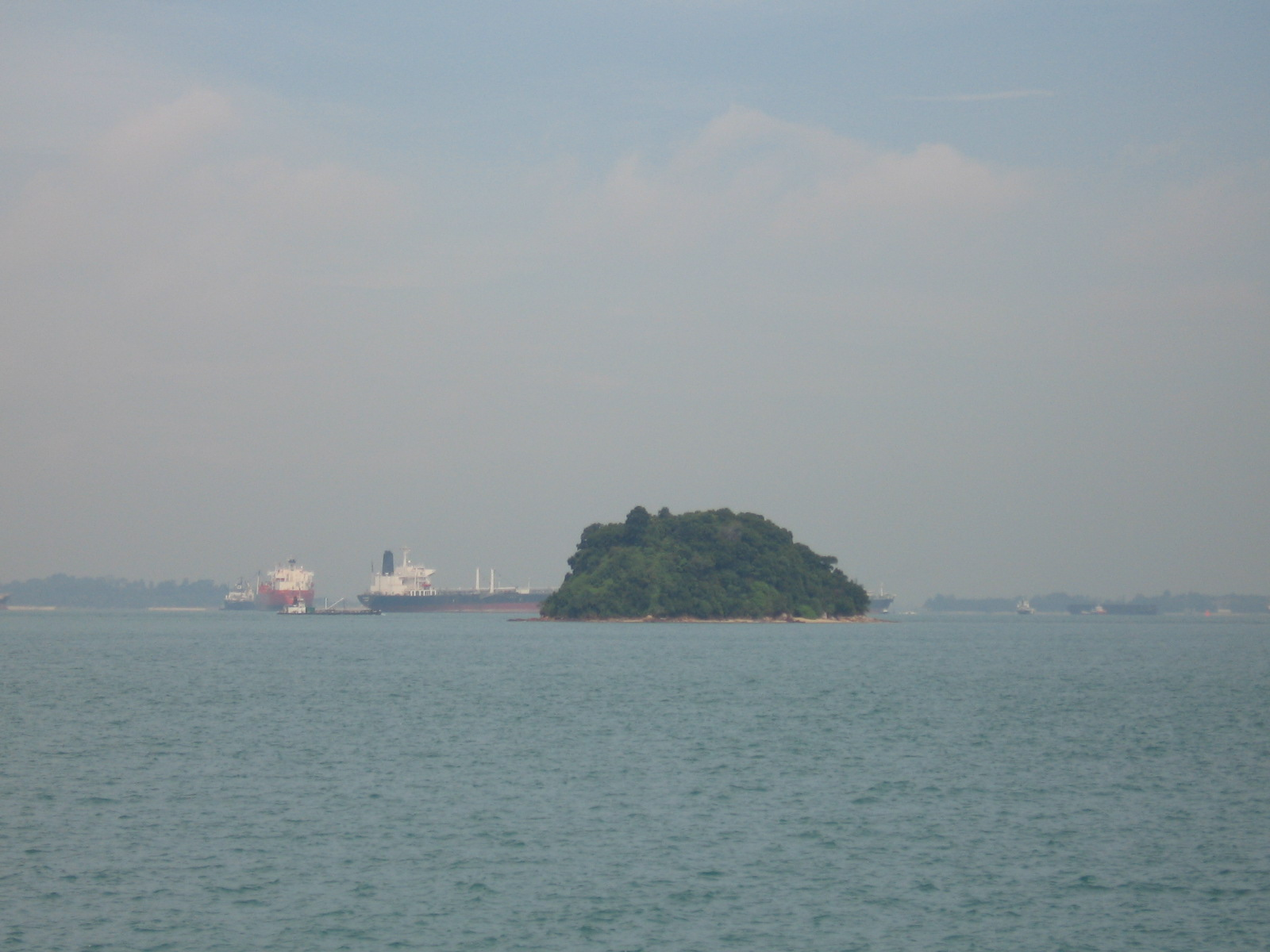
炯島

炯島為一距新加坡南岸6公里、面積6,000平方公尺之錐形島嶼。 

## 外部連結
- Coral reefs of Singapore - 炯島